# Cauda de vulpe testator
 Cauda de vulpe testator лат.( изговор: кауда де вулпе тестатор) "Реп лисицу одаје" (Цицерон) .

## Поријекло изреке
Изрекао Марко Тулије Цицерон (лат. Marcus Tullius Cicero); римски државник, књижевник и бесједник у смејени другог у први вијек п. н. е.

## Значење
Оно си што јеси. Не можеш се прикрити.